# Dinami de Marsella
Dinami de Marsella fou un noble gal·loromà, dux governador de Marsella (575-585 o 587) per compte de Khildebert II d'Austràsia, al que va trair en favor de Guntram de Borgonya.
Després del 580 va començar una disputa sobre Marsella entre Guntram de Borgonya i el seu nebot Khildebert II d'Austràsia. Guntram llavors va intentar atreure al seu partit el dux Dinami de Marsella, cosa que va aconseguir.
Després d'un episcopat de 28 anys, va morir als 60 anys el 4 de gener del 581 el bisbe Ferriol d'Uzès. Dinami, sense esperar les ordes de la cort d'Austràsia, va anar a Uzès i va fer elegir al seu lloc a Albí, que havia estat el seu predecessor com a dux governador de Marsella, cosa que va molestar Khildebert II que va ordenar deposar el nou bisbe, però aquest, sostingut per Dinami, es va mantenir tres mesos fins que va morir i el diaca Marcel, fill del senador Fèlix, fou elegit sota la protecció de Dinami i consagrat en un sínode provincial de bisbes dependents d'Arle. Mentre d'altra banda fou escollit Joví que també havia estat governador de Marsella i de la Provença austrasiana, que tenia l'aprovació de Khildebert. Joví, amb el suport reial va recórrer a les armes i va assetjar Uzès per ocupar la seu; Marcel es va defensar però quan va veure que no podia resistir més finalment va abdicar en favor de Joví a canvi d'una quantitat de diners.
Dinami en aquest temps ja havia abraçat secretament el partit del rei Guntram de Borgonya i intentava afeblir l'autoritat de Khildebert II. El bisbe de Marsella, Teodor de Marsella, lleial al rei austrasià, representava un obstacle per aquestos objectius i Dinami va posar en dubte la seva fidelitat, fins al punt que va haver de fer un viatge a la cort de Metz per justificar-se. Just quan Teodor va sortir de Marsella, Dinami, que esperava la seva absència per actuar, es va apoderar de tota la ciutat i rodalia i es va revoltar obertament contra Khildebert. Aquest va decidir enviar un exèrcit contra el rebel però per arribar a Marsella havia de creuar territori de Guntram que havia fet vigilar tots els passos. Així l'exèrcit va haver d'agafar la ruta de Turena, sota la direcció de Gundulf al que acompanyava Teodor que ja s'havia justificat amb facilitat de les acusacions de Dinami. Aquest va preparar la defensa però Gondulf el va atreure a una conferència i el va capturar a traïció; llavors el territori del seu govern es va rendir i Dinami va fer un nou jurament de fidelitat al rei davant de Gondulf. Just sortir aquest del país, Dinami va rebutjar el seu jurament i va revoltar la part de la Marsella austrasiana a favor de Guntram. Khilperic I de Nèustria, aliat ara de Khildebert II, en revenja va fer ocupar Perigord i Agenès, dominis borgonyons a Aquitània, per Desideri de Tolosa. La manca de reacció dels borgonyons va permetre establir una pau que deixava Marsella a Guntram i Perigord i Agen a Khilderic I, però Khildebert no va tardar a reprendre la guerra el 583 i Khilderic li va donar suport; el conflicte va acabar al cap de pocs mesos amb una pau general que va retornar a Khildebert la meitat de Marsella.
Probablement va perdre el càrrec el 585 quan Guntram va fer una expedició contra els visigots de Septimània, i l'hauria substituït Leudegisel, que no obstant no porta el títol de dux de Marsella o de Provença, el que obre dubtes sobre si fou realment el successor. Finalment en tot cas Niceti fou nomenat dux el 587. En aquest mateix any Dinami es va reconciliar amb Khildebert en ocasió del tractat d'Andelot del 28 de novembre del 587.
Dinami es va retirar i es va dedicar a l'estudi i les obres pietoses. El 591 va rebre del papa Gregori I el Gran (590-604) les relíquies de Sant Pere i de Sant Llorenç. Va fer generoses donacions al monestir de Saint-Cassien. Va estar en correspondència amb Gregori de Tours, que el qualifica de pietós i fundador de monestirs. Va administrar el patrimoni papal a la Provença fins al 595 a plena satisfacció del Papa Gregori que li va donar les gràcies en una carta del 593. El setembre del 595 va caure malalt i el papa li va enviar al sacerdot Candid per substituir-lo en la seva tasca. El poeta Venanci Fortunat diu que fou un home cultivat, poeta i escriptor i va destacar en el gènere comú de l'època, la literatura hagiogràfica regional, redactant la vida de Màxim de Riez.
Va morir al final del 595 als 50 anys. Gregori de Tours diu que va deixar un fill de nom Evanti (esmentat com a fill de "Dinami d'Arle") que fou membre d'una ambaixada enviada per Khildebert II a l'emperador Maurici, a Cartago. Un net que va portar el nom de Dinami, va escriure el 605 un epitafi mètric pel seu avi.